# Потетня Наталія Павлівна
Наталія Павлівна Потетня (1914, місто Білопілля, тепер Білопільського району Сумської області — ?) — українська радянська діячка, новатор виробництва, стернярка Білопільського машинобудівного заводу Білопільського району Сумської області. Депутат Верховної Ради УРСР 6-го скликання.

## Біографія
Народилася в селянській родині. Трудову діяльність розпочала у сільському господарстві, працювала в колгоспі.
З 1935 року — офіціантка заводської їдальні, робітниця-ливарниця, стернярка Білопільського машинобудівного заводу Білопільського району Сумської області. Під час німецько-радянської війни перебувала на окупованій німецькими військами території.
З 1944 року — стернярка Білопільського машинобудівного заводу Білопільського району Сумської області. 

## Нагороди
- орден «Знак Пошани»
- медалі